# Chelemys delfini
Chelemys delfini is een zoogdier uit de familie van de Cricetidae. De wetenschappelijke naam van de soort werd voor het eerst geldig gepubliceerd door Cabrera in 1905.

## Voorkomen
De soort komt voor in Chili.